# László Krasznahorkai
László Krasznahorkai (n. 1954) este un scriitor maghiar.